# Louisa E. Rhine
Louisa Ella Rhine (Nueva York, 9 de noviembre de 1891 - Durham, Carolina del Norte; 17 de marzo de 1983) fue una botánica estadounidense prominente por su trabajo en la parapsicología. Después de su muerte, fue reconocida como la principal investigadora de experiencias psíquicas espontáneas y ha sido referida como la «primera dama de la parapsicología».

## Biografía
Rhine nació como Louisa Ella Weckesser en una isla en el río Niágara, Nueva York, Estados Unidos el 9 de noviembre de 1891. Hija de Christian Weckesser, un granjero, y Ella Weckesser. Fue la mayor de nueve hermanos. Creció en el norte de Ohio.
En 1920, se casó con Joseph Banks Rhine, un estudiante graduado en botánica. En 1927, los Rhines se mudaron a Durham, Carolina del Norte, donde criaron juntos a cuatro hijos.

### Educación
Influenciada por el interés de su padre en las plantas, Rhine eligió estudiar fisiología vegetal. Asistió a la Facultad de Wooster antes de recibir su bachiller, maestría y doctorado, todos en botánica, de la Universidad de Chicago.

## Trayectoria
Después de trabajar como investigadora en fisiología vegetal en el Instituto Boyce para la investigación de plantas en Yonkers, Nueva York, Rhine se mudó a Morganton, Virginia Occidental, donde tanto ella como su esposo enseñaron en la Universidad de Virginia Occidental. Durante su permanencia allí, se interesó en la parapsicología y se capacitó con Walter Franklin Prince de la Sociedad de Investigación Psíquica de Boston de 1926 a 1927. Al año siguiente, se mudó a Durham, Carolina del Norte, donde su esposo había sido contratado en la facultad para trabajar con William McDougall en la Universidad Duke para ayudar a fundar el departamento de parapsicología de la universidad.
En 1928, Rhine dejó de trabajar después de que ella y su esposo adoptaran a un hijo.
A través de la Asociación Americana de Mujeres Universitarias, Rhine y Mary Octavine Thompson Cowper de Durham fundaron la Durham Nursery School, la cual fue la primera guardería creada para hijos de mujeres trabajadoras.
Adicionalmente, Rhine trabajó con otras mujeres de Durham para formar el Capítulo Durham de la Liga de Mujeres Votantes, e impulsó un bibliobús como Gray Lady en Camp Butner durante la Segunda Guerra Mundial. En 1948, Rhine regresó a la academia y trabajó a tiempo parcial en el laboratorio de parapsicología, donde asumió un proyecto de lectura y respuesta a cartas de personas que habían oído hablar del trabajo del laboratorio. Este trabajo la llevó a enfocarse a tiempo completo en estudios de casos de experiencias psíquicas. Analizó miles de experiencias de la vida real de las cartas que la gente le envió, y sentó las bases para su clasificación.